# Großsteingrab Skåningegårdene 2
Das Großsteingrab Skåningegårdene 2 ist eine megalithische Grabanlage der jungsteinzeitlichen Nordgruppe der Trichterbecherkultur im Kirchspiel Draaby in der dänischen Kommune Frederikssund.

## Lage
Das Grab befindet sich in Skåningegårde in einem kleinen Waldstück südlich des Internats Baunehøj Efterskole. In der näheren Umgebung gibt bzw. gab es zahlreiche weitere megalithische Grabanlagen.

## Forschungsgeschichte
In den Jahren 1873 und 1942 führten Mitarbeiter des Dänischen Nationalmuseums Dokumentationen der Fundstelle durch. 1882 wurden Zeichnungen des Grabes angefertigt. Eine weitere Dokumentation erfolgte 1982 durch Mitarbeiter der Forst- und Naturbehörde.

## Beschreibung
Die Anlage besitzt eine runde Hügelschüttung mit einem Durchmesser von etwa 6 m und einer Höhe von 0,7 m. Von der Umfassung sind neun Steine erhalten.
In der Mitte des Hügels befindet sich eine Grabkammer, die wohl als Urdolmen anzusprechen ist. Sie ist ost-westlich orientiert und hat einen leicht trapezförmigen Grundriss. Sie hat eine Länge von etwa 1,5 m, eine Breite von 0,5 m im Osten bzw. 0,7 m im Westen sowie eine Höhe von 0,8 m. Die Kammer besteht aus je einem Wandstein an den Langseiten und einem Abschlussstein an der westlichen Schmalseite. Die östliche Schmalseite ist offen. Der Deckstein fehlt. Im Osten ist der Kammer ein 0,9 m langer und 0,7 m breiter Gang vorgelagert, von dem ein Wandsteinpaar erhalten ist.